# بوب كيلي (لاعب هوكي جليد)
بوب كيلي هو لاعب هوكي جليد كندي، ولد في 25 نوفمبر 1950 في أوكفيل في كندا.

## وصلات خارجية
- بوب كيلي (لاعب هوكي جليد) على موقع دوري الهوكي الوطني (الإنجليزية)
- بوب كيلي (لاعب هوكي جليد) على موقع قاعة مشاهير الهوكي (لاعب أن.إتش.أل) (الإنجليزية)
- بوب كيلي (لاعب هوكي جليد) على موقع EliteProspects.com (الإنجليزية)
- بوب كيلي (لاعب هوكي جليد) على موقع HockeyDB.com (الإنجليزية)
- بوب كيلي (لاعب هوكي جليد) على موقع Hockey-Reference.com (الإنجليزية)